# Allium tchihatschewii
Allium tchihatschewii là một loài thực vật có hoa trong họ Amaryllidaceae. Loài này được Boiss. mô tả khoa học đầu tiên năm 1860.